# ایگناسیو بنیتز
ایگناسیو بنیتز (انگلیسی: Ignacio Benítez؛ زادهٔ ۹ فوریهٔ ۱۹۷۹) بازیکن فوتبال اهل اسپانیا است.
از باشگاه‌هایی که در آن بازی کرده‌است می‌توان به باشگاه فوتبال رکریتیوو اوئلوا، باشگاه فوتبال رایو وایکانو، و باشگاه فوتبال هرکولس اشاره کرد.